# Heaven Is a Place on Earth
Heaven Is a Place on Earth è un singolo della cantante statunitense Belinda Carlisle, pubblicato nel 1987 dalle etichette Virgin e MCA come primo estratto dall'album Heaven on Earth.

## Descrizione
Autori del brano sono Rick Nowels (che è anche il produttore del disco) ed Ellen Shipley, che hanno riutilizzato la melodia dell'aria Schlafe, mein Liebster, genieße der Ruh', tratta dall'Oratorio di Natale  di Johann Sebastian Bach.
Il brano raggiunse la 1ª posizione in classifica in numerosi paesi, quali l'Irlanda, la Norvegia, la Nuova Zelanda, gli Stati Uniti, il Sudafrica, la Svezia e la Svizzera. Raggiunse anche il 2º posto in Australia, il 3º posto in Canada ed in Germania e il 6º posto in Italia.
Vari artisti hanno realizzato una cover del brano. Tra questi, figurano: Alvin and the Chipmunks (1998), Ashley Tisdale (2008), i D.H.T., ecc.
Il testo esprime il concetto secondo cui il “Paradiso” può esistere anche in Terra, quando si vive una grande storia d'amore.

## Video musicale
Il video musicale, diretto dall'attrice Diane Keaton, è stato in parte realizzato nel parco a tema Six Flag's Magic Mountain a Santa Clarita, in California.
Nel video si vedono delle persone mascherate con in mano dei mappamondi illuminati, mentre Belinda Carlisle abbraccia e bacia un uomo, impersonato dal marito Morgan Mason.

## Tracce
Vinile 7" USA
1. Heaven Is a Place on Earth – 3:49 (Ellen Shipley, Rick Nowels)
2. We Can Change – 3:45 (Charlotte Caffey, Rick Nowels)

CD Maxi singolo UK
1. Heaven Is a Place on Earth – 4:06 (Ellen Shipley, Rick Nowels)
2. We Can Change – 3:45 (Charlotte Caffey, Rick Nowels)
3. Heaven Is a Place on Earth (Heavenly Version) – 5:59
4. Heaven Is a Place on Earth (Acappella Version) – 3:52

## Formazione
Musicisti
- Belinda Carlisle – voce
- Michelle Phillips – cori
- Rick Nowels – cori
- Ellen Shipley – cori
- Thomas Dolby – tastiere

## Classifiche
| Paese (1988)                     | Posizione massima |
| -------------------------------- | ----------------- |
| Australia                        | 2                 |
| Austria                          | 10                |
| Canada                           | 3                 |
| Germania                         | 3                 |
| Irlanda                          | 1                 |
| Italia                           | 6                 |
| Norvegia                         | 1                 |
| Nuova Zelanda                    | 1                 |
| Paesi Bassi                      | 7                 |
| Svezia                           | 1                 |
| Svizzera                         | 1                 |
| Sudafrica                        | 1                 |
| Regno Unito (Singles Chart)      | 1                 |
| Stati Uniti (Billboard 100)      | 1                 |
| Stati Uniti (Adult Contemporary) | 7                 |

## La canzone al cinema e in TV
- Il brano è stato inserito nel film Safe del 1995
- Il brano è stato utilizzato nella scena finale del film Romy & Michelle  (Romy and Michele's High School Reunion) del 1997, con Mira Sorvino e Lisa Kudrow
- Il brano è stato inserito in una scena del film American Pie - Il matrimonio  (American Wedding, 2003)
- Il brano è stato utilizzato all'inizio del film del 2003 Una ragazza e il suo sogno  (What a Girl Wants), con Amanda Bynes e Kelly Preston, nella scena di un matrimonio
- Il brano è stato utilizzato nel film Harold & Kumar Escape from Guantanamo Bay (2008), in una scena girata ad Amsterdam
- Il brano è stato inserito nel film Wild Child (2008), film con protagonista Emma Roberts
- Il brano è stato utilizzato nel film Amore & altri rimedi (2010).
- Il brano è stato utilizzato nel film Tra Terra e Inferno (2012)
- Il brano è stato utilizzato nel film Tra Terra e Inferno - Vent'anni dopo (2015)
- Il brano è stato utilizzato nel film Alla ricerca di Jane (2013)
- Il brano è stato utilizzato nell'episodio San Junipero della terza stagione della serie Black Mirror.
- Il brano è stato utilizzato nell'episodio Eroico della terza stagione della serie The Handmaid's Tale (serie televisiva)
- Il brano è stato utilizzato nell’episodio 4 della quinta stagione della serie televisiva “DC’s Legends of Tomorrow”
- Il brano è stato utilizzato per i titoli di coda dell'episodio 4 di It's a Sin
- Il brano è stato inserito in Un film Minecraft, tratto dal videogioco Minecraft

## Cover
Tra gli artisti che hanno inciso una cover del brano di Belinda Carlisle, figurano:
- Alvin and the Chipmunks hanno realizzato una cover nel 1998
- Il disc jockey italiano Maurizio Braccagni, in arte DJ Lhasa, ha utilizzato il ritornello della canzone in un brano dal titolo omonimo nel 2002
- La band Ultra Flirt ha realizzato una cover nel 2007
- Le Clique Girlz hanno inciso una cover nel 2008
- Il gruppo italiano Elvenking ha realizzato una cover nel 2008, pubblicata nell'album Two Tragedy Poets (...and a Caravan of Weird Figures)
- Ashley Tisdale ha inciso una sua versione nel 2008
- I MxPx nel 2009
- La band portoghese Os Velhos ha inciso il brano nella propria lingua con il titolo O céu è um lugar na terra